# Kemisk biologi
Kemisk biologi är ett tvärvetenskapligt ämnesområde i gränslandet mellan kemi och biologi som bland annat innefattar läran om biomolekyler och mikrobiologiska system. Medan biokemi beskriver livets kemi i största allmänhet är den kemiska biologins mål att studera och påverka kemiska och molekylärbiologiska system med hjälp av små, ofta syntetiska molekyler.